# Cristian Darío Álvarez
Cristian Darío Álvarez (ur. 13 listopada 1985 w General Lagos) – argentyński piłkarz grający na pozycji bramkarza. Od 2017 występuje w hiszpańskim klubie Real Saragossa.

## Kariera piłkarska
Swoją karierę piłkarską Álvarez rozpoczął w klubie Rosario Central. 29 marca 2006 zadebiutował w jego barwach w argentyńskiej Primera División w przegranym 0:2 wyjazdowym meczu z River Plate. W sezonie 2006/2007 stał się podstawowym zawodnikiem Los Canallas i miał pewne miejsce między słupkami tego klubu do końca sezonu 2007/2008, który okazał się jego ostatnim spędzonym w Rosario.
W 2008 roku Álvarez przeszedł do RCD Espanyol. W Espanyolu swój debiut zanotował 8 lutego 2009 w zremisowanym 1:1 wyjazdowym meczu z Getafe CF. Przez pełne trzy sezony pełnił rolę zmiennika dla Kameruńczyka Carlosa Kameniego. W sezonie 2011/2012, po odejściu Kamaniego do Málagi CF i za kadencji Mauricio Pochettino stał się graczem wyjściowej jedenastki, został także mianowany kapitanem tego zespołu.

## Statystyki kariery piłkarskiej
| Klub               | Kraj               | Sezon              | Liga  | Liga   | Puchar | Puchar | Rozgrywki międzynarodowe | Rozgrywki międzynarodowe |
| Klub               | Kraj               | Sezon              | Mecze | Bramki | Mecze  | Bramki | Mecze                    | Bramki                   |
| ------------------ | ------------------ | ------------------ | ----- | ------ | ------ | ------ | ------------------------ | ------------------------ |
| Rosario Central    | Argentyna          | 2005/06            | 7     | 0      | 0      | 0      | 0                        | 0                        |
| Rosario Central    | Argentyna          | 2006/07            | 18    | 0      | 0      | 0      | 0                        | 0                        |
| Rosario Central    | Argentyna          | 2007/08            | 34    | 0      | 0      | 0      | 0                        | 0                        |
| Rosario Central    | Argentyna          | Razem              | 59    | 0      | 0      | 0      | 0                        | 0                        |
| RCD Espanyol       | Hiszpania          | 2008/09            | 1     | 0      | 0      | 0      | 0                        | 0                        |
| RCD Espanyol       | Hiszpania          | 2009/10            | 8     | 0      | 2      | 0      | 0                        | 0                        |
| RCD Espanyol       | Hiszpania          | 2010/11            | 5     | 0      | 4      | 0      | 0                        | 0                        |
| RCD Espanyol       | Hiszpania          | 2011/12            | 23    | 0      | 1      | 0      | 0                        | 0                        |
| RCD Espanyol       | Hiszpania          | 2012/13            | 18    | 0      | 0      | 0      | 0                        | 0                        |
| RCD Espanyol       | Hiszpania          | Razem              | 55    | 0      | 7      | 0      | 0                        | 0                        |
| San Lorenzo        | Argentyna          | 2013/14            | 10    | 0      | 0      | 0      | 1                        | 0                        |
| San Lorenzo        | Argentyna          | Razem              | 10    | 0      | 0      | 0      | 1                        | 0                        |
| Rayo Vallecano     | Hiszpania          | 2014/15            | 17    | 0      | 1      | 0      | 0                        | 0                        |
| Rayo Vallecano     | Hiszpania          | Razem              | 17    | 0      | 1      | 0      | 0                        | 0                        |
| Cerro Porteño      | Paragwaj           | 2015               | 21    | 0      | 0      | 0      | 0                        | 0                        |
| Cerro Porteño      | Paragwaj           | 2016               | 1     | 0      | 0      | 0      | 0                        | 0                        |
| Cerro Porteño      | Paragwaj           | Razem              | 22    | 0      | 0      | 0      | 0                        | 0                        |
| Real Saragossa     | Hiszpania          | 2017/18            | 38    | 0      | 2      | 0      | 0                        | 0                        |
| Real Saragossa     | Hiszpania          | 2018/19            | 38    | 0      | 0      | 0      | 0                        | 0                        |
| Real Saragossa     | Hiszpania          | Razem              | 76    | 0      | 0      | 0      | 0                        | 0                        |
| Łącznie w karierze | Łącznie w karierze | Łącznie w karierze | 239   | 0      | 10     | 0      | 1                        | 0                        |